# Reggenza di Jeneponto
La reggenza di Jeneponto (in indonesiano: Kabupaten Jeneponto) è una reggenza dell'Indonesia, situata nella provincia di Sulawesi Meridionale.
| Controllo di autorità | VIAF (EN) 150550759 · LCCN (EN) nr97030505 · J9U (EN, HE) 987007545034205171 |